# Nel vuoto per mano
Nel vuoto per mano (97-07) è la prima raccolta ufficiale del gruppo torinese Subsonica.

## Descrizione
Sulla copertina è rappresentato un particolare tipo di rete neurale artificiale conosciuta in letteratura col nome di multilayer perceptron.
L'album contiene singoli e brani famosi appartenenti a tutti gli album in studio, mentre dagli album live è stata tratta solo la versione acustica di Tutti i miei sbagli (da Terrestre live e varie altre disfunzioni).
- Da Subsonica sono stati presi i brani Preso blu e Cose che non ho apparsi tutti selezionati come singoli.
- Da Microchip emozionale son stati presi i brani non singoli Il cielo su Torino e Aurora sogna e i singoli Liberi tutti, Tutti i miei sbagli e Discolabirinto.
- Da Amorematico sono stati presi i due singoli Nuvole rapide e Nuova ossessione e la canzone non singolo Dentro i miei vuoti.
- Da Terrestre son stati presi i singoli Incantevole e Abitudine, con l'aggiunta di Tutti i miei sbagli acustica di Terrestre live e varie altre disfunzioni.
- Da L'eclissi è stato scelto solo il singolo Nei nostri luoghi.

### Il vento
L'ultima canzone dell'album è la canzone inedita Il vento, lo stile ricorda un'unione tra le canzoni acustiche di Terrestre live e varie altre disfunzioni come Coriandoli a Natale e la ghost track Corpo celeste apparsa su L'eclissi. Il singolo è accompagnato da un videoclip girato da Cosimo Alemà.

## Tracce
1. Tutti i miei sbagli (versione acustica) (2006) - 4:17 (musica: Max Casacci, Davide Dileo - testo: Max Casacci, Samuel Romano)
2. Incantevole (2005) - 5:04 (musica: Davide Dileo, Max Casacci - testo: Max Casacci)
3. Il cielo su Torino (1999) - 4:40 (musica: Max Casacci - testo: Max Casacci, Luca Ragagnin)
4. Preso Blu (1997) - 5:05 (Max Casacci)
5. Strade (1999) - 5:55 (musica: Davide Dileo, Samuel Romano - testo: Samuel Romano, Max Casacci)
6. Discolabirinto (1999) - 4:59 (musica: Davide Dileo, Morgan - testo: Morgan)
7. Nuvole rapide (2001) - 4:35 (musica: Davide Dileo - testo: Max Casacci, Samuel Romano)
8. Nuova ossessione (2001) - 4:39 (musica: Davide Dileo - testo: Max Casacci)
9. Abitudine (2005) - 4:52 (musica: Max Casacci, Samuel Romano - testo: Samuel Romano)
10. Dentro i miei vuoti (2001) - 6:35 (musica: Max Casacci, Samuel Romano - testo: Max Casacci)
11. Aurora sogna (1999) - 4:17 (Max Casacci)
12. Liberi tutti (1999) - 4:18 (musica: Max Casacci - testo: Max Casacci, Samuel Romano)
13. Cose che non ho (1997) - 4:16 (Max Casacci)
14. Nei nostri luoghi (2007) - 5:14 (Max Casacci)
15. Il vento (2008) - 4:04 (Samuel Romano)

## Formazione
- Samuel - voce principale
- Max - voce e chitarra
- Boosta - voce e tastiere
- Ninja - batteria
- Vicio - basso

## Classifiche
| Classifica (2008) | Posizione massima |
| ----------------- | ----------------- |
| Italia            | 12                |